# Премія «Золотий глобус» за найкращу чоловічу роль — драма
Премія «Золотий глобус» за найкращу чоловічу роль в драматичному фільмі — престижна нагорода Голлівудської асоціації іноземної преси, яку присуджують щорічно з 1944 року. Спочатку категорія мала назву «Найкраща чоловіча роль у художньому фільмі». З 1951 року було введено розмежування за жанрами: «Найкраща чоловіча роль у драмі» та «Найкраща чоловіча роль в комедії або мюзиклі».
Офіційна назва премії неодноразово змінювалася з моменту її заснування і станом на 2005 рік мала назву «Найкраща гра актора в кінодрамі».
Нижче наведений повний список переможців і номінантів.
Імена переможців виділені окремим кольором.

## 1944—1949
| Рік  | Премія | Світлини переможців | Переможці та номінанти                                      |
| ---- | ------ | ------------------- | ----------------------------------------------------------- |
| 1944 | 1-ша   |                     | • Пол Лукас — «Дозор на Рейні» за роль Курта Мюллера        |
| 1945 | 2-га   |                     | • Александер Нокс — «Вільсон» за роль Томаса Вудро Вільсона |
| 1946 | 3-тя   |                     | • Рей Мілланд — «Втрачений вікенд» за роль Дона Бернема     |
| 1947 | 4-та   |                     | • Грегорі Пек — «Оленятко» за роль Пенні Бекстера           |
| 1948 | 5-та   |                     | • Рональд Колман — «Подвійне життя» за роль Ентоні Джона    |
| 1949 | 6-та   |                     | • Лоуренс Олів'є — «Гамлет» за роль Гамлета                 |

## 1950—1959
| Рік  | Премія | Світлини переможців                                                            | Переможці та номінанти                                                |
| ---- | ------ | ------------------------------------------------------------------------------ | --------------------------------------------------------------------- |
| 1950 | 7-ма   |                                                                                | • Бродерік Кроуфорд — «Вся королівська рать» за роль Віллі Старка     |
| 1950 | 7-ма   | • Річард Тодд — «Гаряче серце» за роль капрала Маклаклена                      |                                                                       |
| 1951 | 8-ма   |                                                                                | • Хосе Феррер — «Сірано де Бержерак» за роль Сірано де Бержерака      |
| 1951 | 8-ма   | • Луї Келхерн — «Прекрасний янкі» за роль Олівера Венделла Голмса-молодшого    |                                                                       |
| 1951 | 8-ма   | • Джеймс Стюарт — «Гарві» за роль Едвуда Дауда                                 |                                                                       |
| 1952 | 9-та   |                                                                                | • Фредрік Марч — «Смерть комівояжера» за роль Віллі Ломена            |
| 1952 | 9-та   | • Артур Кеннеді — «Блискуча перемога» за роль Ларрі Невінса                    |                                                                       |
| 1952 | 9-та   | • Кірк Дуглас — «Детективна історія» за роль Джима Маклауда                    |                                                                       |
| 1953 | 10-та  |                                                                                | • Гері Купер — «Рівно опівдні» за роль Вілла Кейна                    |
| 1953 | 10-та  | • Рей Мілланд — «Вор» за роль Аллана Філдса                                    |                                                                       |
| 1953 | 10-та  | • Шарль Буає — «Щасливі часи» за роль Жака Боннара                             |                                                                       |
| 1954 | 11-та  |                                                                                | • Спенсер Трейсі — «Актриса» за роль Клінтона Джоунса                 |
| 1955 | 12-та  |                                                                                | • Марлон Брандо — «У порту» за роль Террі Маллоя                      |
| 1956 | 13-та  |                                                                                | • Ернест Боргнайн — «Марті» за роль Марти Пілетті                     |
| 1957 | 14-та  |                                                                                | • Кірк Дуглас — «Жага життя» за роль Вінсента ван Гога                |
| 1957 | 14-та  | • Гері Купер — «Дружнє переконання» за роль Джесса Бердуелла                   |                                                                       |
| 1957 | 14-та  | • Чарлтон Хестон — «Десять заповідей» за роль Моїсея                           |                                                                       |
| 1957 | 14-та  | • Берт Ланкастер — «Продавець дощу» за роль Білла Старбака                     |                                                                       |
| 1957 | 14-та  | • Карл Молден — «Лялечка» за роль Арчі Лі Мігена                               |                                                                       |
| 1958 | 15-та  |                                                                                | • Алек Гіннесс — «Міст через річку Квай» за роль полковника Ніколсона |
| 1958 | 15-та  | • Марлон Брандо — «Сайонара» за роль майора Ллойда Грувера                     |                                                                       |
| 1958 | 15-та  | • Ентоні Франчоза — «Капелюх, повний дощу» за роль Поло Поупа                  |                                                                       |
| 1958 | 15-та  | • Чарльз Лоутон — «Свідок звинувачення» за роль сера Вілфріда Робартса         |                                                                       |
| 1958 | 15-та  | • Генрі Фонда — «12 розгніваних чоловіків» за роль Франкліна Девіса            |                                                                       |
| 1959 | 16-та  |                                                                                | • Девід Найвен — «За окремими столиками» за роль майора Поллока       |
| 1959 | 16-та  | • Тоні Кертіс — «Не схиливші голів» за роль Джона Джексона                     |                                                                       |
| 1959 | 16-та  | • Роберт Донат — «Заїжджий двір шостої міри щастя» за роль мандарина Янг Ченга |                                                                       |
| 1959 | 16-та  | • Сідні Пуатьє — «Не схиливші голів» за роль Ноа Каллена                       |                                                                       |
| 1959 | 16-та  | • Спенсер Трейсі — «Старий і море» за роль старого/оповідача                   |                                                                       |

## 1960—1969
| Рік  | Премія | Світлини переможців                                                        | Переможці та номінанти                                              |
| ---- | ------ | -------------------------------------------------------------------------- | ------------------------------------------------------------------- |
| 1960 | 17-та  |                                                                            | • Ентоні Франчоза — «Кар'єра» за роль Сема Лоусона                  |
| 1960 | 17-та  | • Річард Бартон — «Озирнись у гніві» за роль Джиммі Портера                |                                                                     |
| 1960 | 17-та  | • Чарлтон Хестон — «Бен-Гур» за роль Іуди Бен Гура                         |                                                                     |
| 1960 | 17-та  | • Фредрік Марч — «Середина ночі» за роль Джеррі Кінґслі                    |                                                                     |
| 1960 | 17-та  | • Йозеф Шильдкраут — «Щоденник Анни Франк» за роль Отто Франка             |                                                                     |
| 1961 | 18-та  |                                                                            | • Берт Ланкастер — «Елмер Гантрі» за роль Елмера Гантрі             |
| 1961 | 18-та  | • Тревор Говард — «Сини та коханці» за роль Волтера Морела                 |                                                                     |
| 1961 | 18-та  | • Лоуренс Олів'є — «Спартак» за роль Марка Ліцинія Красса                  |                                                                     |
| 1961 | 18-та  | • Дін Стоквелл — «Сини та коханці» за роль Пола Морела                     |                                                                     |
| 1961 | 18-та  | • Спенсер Трейсі — «Пожнеш бурю» за роль Генрі Драммонда                   |                                                                     |
| 1962 | 19-та  |                                                                            | • Максиміліан Шелл — «Нюрнберзький процес» за роль Ганса Рольфа     |
| 1962 | 19-та  | • Воррен Бітті — «Пишність у траві» за роль Бада Стампера                  |                                                                     |
| 1962 | 19-та  | • Пол Ньюман — «Більярдист» за роль Едді Фелсона                           |                                                                     |
| 1962 | 19-та  | • Моріс Шевальє — «Фенні» за роль Паннісса                                 |                                                                     |
| 1962 | 19-та  | • Сідні Пуатьє — «Ізюм на сонці» за роль Волтера Лі Янгера                 |                                                                     |
| 1963 | 20-та  |                                                                            | • Грегорі Пек — «Убити пересмішника» за роль Аттікуса Фінча         |
| 1963 | 20-та  | • Берт Ланкастер — «Птахолов з Алькатраса» за роль Роберта Страуда         |                                                                     |
| 1963 | 20-та  | • Пітер О'Тул — «Лоуренс Аравійський» за роль Томаса Лоуренса              |                                                                     |
| 1963 | 20-та  | • Пол Ньюман — «Солодкоголосий птах юності» за роль Ченса Вейна            |                                                                     |
| 1963 | 20-та  | • Лоуренс Гарві — «Дивовижний світ братів Грімм» за ролі Вільгельма Грімма |                                                                     |
| 1963 | 20-та  | • Джек Леммон — «Дні вина і троянд» за роль Джо Клея                       |                                                                     |
| 1963 | 20-та  | • Ентоні Квінн — «Лоуренс Аравійський» за роль Ауди абу Тайя               |                                                                     |
| 1963 | 20-та  | • Джеймс Мейсон — «Лоліта» за роль Гумберта Гумберта                       |                                                                     |
| 1964 | 21-ша  |                                                                            | • Сідні Пуатьє — «Польові лілії» за роль Гомера Сміта               |
| 1964 | 21-ша  | • Марлон Брандо — «Бридкі американці» за роль Гаррісона Картера Макуайта   |                                                                     |
| 1964 | 21-ша  | • Статхіс Гіаллеліс — «Америка, Америка» за роль Ставроса Топоузоглоу      |                                                                     |
| 1964 | 21-ша  | • Пол Ньюман — «Хад» за роль Хада Беннона                                  |                                                                     |
| 1964 | 21-ша  | • Грегорі Пек — «Капітан Ньюмен, доктор медицини» за роль Джозефа Ньюмена  |                                                                     |
| 1964 | 21-ша  | • Рекс Гаррісон — «Клеопатра» за роль Юлія Цезаря                          |                                                                     |
| 1964 | 21-ша  | • Стів Макквін — «Кохання з підходящим незнайомцем» за роль Роккі Папазано |                                                                     |
| 1964 | 21-ша  | • Том Трайон — «Кардинал» за роль Стівена Фермойла                         |                                                                     |
| 1965 | 22-га  |                                                                            | • Пітер О'Тул — «Бекет» за роль короля Генріха II Англійського      |
| 1965 | 22-га  | • Річард Бартон — «Бекет» за роль Томаса Бекета                            |                                                                     |
| 1965 | 22-га  | • Ентоні Франчоза — «Ріо Кончос» за роль Хуана Луїса Родрігеса             |                                                                     |
| 1965 | 22-га  | • Фредрік Марч — «Сім днів у травні» за роль президента Джордана Лаймана   |                                                                     |
| 1965 | 22-га  | • Ентоні Квінн — «Грек Зорба» за роль Алексіса Зорби                       |                                                                     |
| 1966 | 23-тя  |                                                                            | • Омар Шаріф — «Доктор Живаго» за роль Юрія Живаго                  |
| 1966 | 23-тя  | • Рекс Гаррісон — «Агонія та екстаз» за роль папи римського Юлия II        |                                                                     |
| 1966 | 23-тя  | • Оскар Вернер — «Корабель дурнів» за роль Віллі Шуманна                   |                                                                     |
| 1966 | 23-тя  | • Сідні Пуатьє — «Клаптик синяви» за роль Гордона Ральфа                   |                                                                     |
| 1966 | 23-тя  | • Род Стайгер — «Лихвар» за роль Сола Назермана                            |                                                                     |
| 1967 | 24-та  |                                                                            | • Пол Скофілд — «Людина на всі часи» за роль сера Томаса Мора       |
| 1967 | 24-та  | • Макс фон Сюдов — «Гаваї» за роль Ебнера гейла                            |                                                                     |
| 1967 | 24-та  | • Річард Бартон — «Хто боїться Вірджинії Вульф?» за роль Джорджа           |                                                                     |
| 1967 | 24-та  | • Майкл Кейн — «Елфі» за роль Альфреда «Елфі» Елкінса                      |                                                                     |
| 1967 | 24-та  | • Стів Макквін — «Піщана галька» за роль Джейка Холмана                    |                                                                     |
| 1968 | 25-та  |                                                                            | • Род Стайгер — «Спекотної ночі» за роль Білла Гілеспі              |
| 1968 | 25-та  | • Алан Бейтс — «Далеко від збожеволілого натовпу» за роль Гебріела Оука    |                                                                     |
| 1968 | 25-та  | • Пол Ньюман — «Холоднокровний Люк» за роль Люка Джексона                  |                                                                     |
| 1968 | 25-та  | • Спенсер Трейсі — «Вгадай, хто прийде на обід» за роль Метта Дрейтона     |                                                                     |
| 1968 | 25-та  | • Воррен Бітті — «Бонні і Клайд» за роль Клайда Берроу                     |                                                                     |
| 1968 | 25-та  | • Сідні Пуатьє — «Задушливою південною ніччю» за роль Верджіла Тібса       |                                                                     |
| 1969 | 26-та  |                                                                            | • Пітер О'Тул — «Лев узимку» за роль короля Генріха II Англійського |
| 1969 | 26-та  | • Алан Бейтс — «Посередник» за роль Якова Бока                             |                                                                     |
| 1969 | 26-та  | • Тоні Кертіс — «Бостонський душитель» за роль Альберта Де Сальво          |                                                                     |
| 1969 | 26-та  | • Алан Аркін — «Серце самотній мисливец» за роль Джона Сінгера             |                                                                     |
| 1969 | 26-та  | • Кліфф Робертсон — «Чарлі» за роль Чарлі Гордона                          |                                                                     |

## 1970—1979
| Рік  | Премія | Світлини переможців                                                              | Переможці та номінанти                                        |
| ---- | ------ | -------------------------------------------------------------------------------- | ------------------------------------------------------------- |
| 1970 | 27-ма  |                                                                                  | • Джон Вейн — «Справжня мужність» за роль Рустера Когберна    |
| 1970 | 27-ма  | • Річард Бартон — «Анна на тисячу днів» за роль короля Генріха VIII Англійського |                                                               |
| 1970 | 27-ма  | • Алан Аркін — «Попі» за роль Абрахама Родрігеса                                 |                                                               |
| 1970 | 27-ма  | • Дастін Гоффман — «Опівнічний ковбой» за роль Енріко Сальваторе «Ратсо» Ріццо   |                                                               |
| 1970 | 27-ма  | • Джон Войт — «Опівнічний ковбой» за роль Джо Бака                               |                                                               |
| 1971 | 28-ма  |                                                                                  | • Джордж К. Скотт — «Паттон» за роль Джорджа Паттона          |
| 1971 | 28-ма  | • Мелвін Дуґлас — «Я ніколи не співав батькові» за роль Тома Гаррісона           |                                                               |
| 1971 | 28-ма  | • Джеймс Ерл Джонс — «Велика біла надія» за роль Джека Джефферсона               |                                                               |
| 1971 | 28-ма  | • Джек Ніколсон — «П'ять легких п'єс» за роль Роберта Дюпи                       |                                                               |
| 1971 | 28-ма  | • Раян О'Ніл — «Історія кохання» за роль Олівера Барретта IV                     |                                                               |
| 1972 | 28-ма  |                                                                                  | • Джин Гекмен — «Французький зв'язковий» за роль Джиммі Дойла |
| 1972 | 28-ма  | • Пітер Фінч — «Неділя, проклята неділя» за роль Деніела Герша                   |                                                               |
| 1972 | 28-ма  | • Джек Ніколсон — «Пізнання плоті» за роль Джонатана Фьорста                     |                                                               |
| 1972 | 28-ма  | • Джордж К. Скотт — «Лікарня» за роль доктора Герберта Бока                      |                                                               |
| 1972 | 28-ма  | • Малкольм Макдавелл — «Механічний апельсин» за роль Алекса Деларджа             |                                                               |
| 1973 | 30-та  |                                                                                  | • Марлон Брандо — «Хрещений батько» за роль Віто Корлеоне     |
| 1973 | 30-та  | • Джон Войт — «Звільнення» за роль Еда Гентрі                                    |                                                               |
| 1973 | 30-та  | • Майкл Кейн — «Гра на виліт» за роль Майло Тіндла                               |                                                               |
| 1973 | 30-та  | • Лоуренс Олів'є — «Гра на виліт» за роль Ендрю Вайка                            |                                                               |
| 1973 | 30-та  | • Аль Пачіно — «Хрещений батько» за роль Майкла Корлеоне                         |                                                               |
| 1974 | 31-ша  |                                                                                  | • Аль Пачіно — «Серпіко» за роль Френка Серпіко               |
| 1974 | 31-ша  | • Роберт Блейк — «Хлопці в синій формі» за роль Джона Вінтергріна                |                                                               |
| 1974 | 31-ша  | • Джек Леммон — «Врятуйте тигра» за роль Гаррі Стоунера                          |                                                               |
| 1974 | 31-ша  | • Стів Макквін — «Метелик» за роль Анрі Шарьєра                                  |                                                               |
| 1974 | 31-ша  | • Джек Ніколсон — «Останній наряд» за роль Біллі Баддаскі                        |                                                               |
| 1975 | 32-га  |                                                                                  | • Джек Ніколсон — «Китайський квартал» за роль Джейка Гіттеса |
| 1975 | 32-га  | • Джин Гекмен — «Розмова» за роль Гаррі Кола                                     |                                                               |
| 1975 | 32-га  | • Джеймс Каан — «Гравець» за роль Акселя Фріда                                   |                                                               |
| 1975 | 32-га  | • Дастін Гоффман — «Ленні» за роль Ленні Брюса                                   |                                                               |
| 1975 | 32-га  | • Аль Пачіно — «Хрещений батько 2» за роль Майкла Корлеоне                       |                                                               |
| 1976 | 33-тя  | • Джек Ніколсон — «Пролітаючи над гніздом зозулі» за роль Рендла Макмерфі        |                                                               |
| 1976 | 33-тя  | • Джин Гекмен — «Французький зв'язковий 2» за роль Джиммі Дойла                  |                                                               |
| 1976 | 33-тя  | • Аль Пачіно — «Собачий полудень» за роль Сонну Вортзіка                         |                                                               |
| 1976 | 33-тя  | • Максиміліан Шелл — «Людина в скляній будці» за роль Артура Голдмана            |                                                               |
| 1976 | 33-тя  | • Джеймс Вітмор — «Задай їм жару, Гаррі!» за роль Гаррі Трумена                  |                                                               |
| 1977 | 34-та  |                                                                                  | • Пітер Фінч — «Телемережа» за роль Говарда Біла              |
| 1977 | 34-та  | • Девід Керрадайн — «На шляху до слави» за роль Вуді Гатрі                       |                                                               |
| 1977 | 34-та  | • Сильвестр Сталлоне — «Роккі» за роль Роккі Бальбоа                             |                                                               |
| 1977 | 34-та  | • Дастін Гоффман — «Марафонець» за роль Томаса Леві                              |                                                               |
| 1977 | 34-та  | • Роберт Де Ніро — «Таксист» за роль Тревіса Бікла                               |                                                               |
| 1978 | 35-та  |                                                                                  | • Річард Бартон — «Еквус» за роль Мартіна Дайсарта            |
| 1978 | 35-та  | • Марчелло Мастроянні — «Незвичайний день» за роль Гебриела                      |                                                               |
| 1978 | 35-та  | • Аль Пачіно — «Боббі Дірфілд» за роль Боббі Дірфілда                            |                                                               |
| 1978 | 35-та  | • Грегорі Пек — «Макартур» за роль Дугласа Макартура                             |                                                               |
| 1978 | 35-та  | • Генрі Вінклер — «Герої» за роль Джека Данна                                    |                                                               |
| 1979 | 36-та  |                                                                                  | • Джон Войт — «Повернення додому » за роль Люка Мартіна       |
| 1979 | 36-та  | • Грегорі Пек — «Хлопці з Бразилії» за роль Йозефа Менгеле                       |                                                               |
| 1979 | 36-та  | • Роберт Де Ніро — «Мисливець на оленів» за роль Майкла Вронскі                  |                                                               |
| 1979 | 36-та  | • Бред Девіс — «Опівнічний експрес» за роль Біллі Гейса                          |                                                               |
| 1979 | 36-та  | • Ентоні Гопкінс — «Магія» за роль Коркі Вітерса                                 |                                                               |

## 1980—1989
| Рік  | Премія | Світлини переможців                                                  | Переможці та номінанти                                         | Переможці та номінанти                                         |
| ---- | ------ | -------------------------------------------------------------------- | -------------------------------------------------------------- | -------------------------------------------------------------- |
| 1980 | 37-ма  |                                                                      | • Дастін Гоффман — «Крамер проти Крамера» за роль Теда Крамера | • Дастін Гоффман — «Крамер проти Крамера» за роль Теда Крамера |
| 1980 | 37-ма  | • Джон Войт — «Чемпіон» за роль Біллі Флінна                         |                                                                |                                                                |
| 1980 | 37-ма  | • Джеймс Вудс — «Цибулеве поле» за роль Грегорі Пауелла              |                                                                |                                                                |
| 1980 | 37-ма  | • Аль Пачіно — «Правосуддя для всіх» за роль Артура Керкленда        |                                                                |                                                                |
| 1980 | 37-ма  | • Джек Леммон — «Китайський синдром» за роль Джека Рікелла           |                                                                |                                                                |
| 1981 | 38-ма  |                                                                      | • Роберт Де Ніро — «Скажений бик» за роль Джейка Ламотти       | • Роберт Де Ніро — «Скажений бик» за роль Джейка Ламотти       |
| 1981 | 38-ма  | • Джек Леммон — «Нагорода» за роль Скотті Темплтона                  |                                                                |                                                                |
| 1981 | 38-ма  | • Пітер О'Тул — «Трюкач» за роль Елайї Кросса                        |                                                                |                                                                |
| 1981 | 38-ма  | • Джон Гарт — «Людина-слон» за роль Джона Мерріка                    |                                                                |                                                                |
| 1981 | 38-ма  | • Дональд Сазерленд — «Звичайні люди» за роль Келвіна Джерретта      |                                                                |                                                                |
| 1982 | 39-та  |                                                                      | • Генрі Фонда — «На золотому озері» за роль Нормана Теєра      | • Генрі Фонда — «На золотому озері» за роль Нормана Теєра      |
| 1982 | 39-та  | • Берт Ланкастер — «Атлантик-Сіті» за роль Лу Паскаля                |                                                                |                                                                |
| 1982 | 39-та  | • Тімоті Гаттон — «Відбій» за роль Браяна Морланда                   |                                                                |                                                                |
| 1982 | 39-та  | • Воррен Бітті — «Червоні» за роль Джона Ріда                        |                                                                |                                                                |
| 1982 | 39-та  | • Тріт Вільямс — «Принц міста» за роль Дениела Сиєлло                |                                                                |                                                                |
| 1983 | 40-ва  |                                                                      | • Бен Кінгслі — «Ганді» за роль Махатми Ганді                  | • Бен Кінгслі — «Ганді» за роль Махатми Ганді                  |
| 1983 | 40-ва  | • Пол Ньюман — «Вердикт» за роль Френка Гелвіна                      |                                                                |                                                                |
| 1983 | 40-ва  | • Джек Леммон — «Зниклий безвісти» за роль Еда Хормана               |                                                                |                                                                |
| 1983 | 40-ва  | • Річард Гір — «Офіцер і джентльмен» за роль Зака Майо               |                                                                |                                                                |
| 1983 | 40-ва  | • Альберт Фінні — «Пристрель місяць» за роль Джорджа Данлепа         |                                                                |                                                                |
| 1984 | 41-ша  |                                                                      | • Роберт Дюваль — «Ніжне милосердя» за роль Мака Следжа        |                                                                |
| 1984 | 41-ша  | • Том Кортні — «Костюмер» за роль Нормана                            |                                                                |                                                                |
| 1984 | 41-ша  | • Том Конті — «Рубен, Рубен» за роль Гоуена Макгленда                |                                                                |                                                                |
| 1984 | 41-ша  | • Альберт Фінні — «Костюмер» за роль Сэра                            |                                                                |                                                                |
| 1984 | 41-ша  | • Аль Пачіно — «Обличчя зі шрамом» за роль Тоні Монтані              |                                                                |                                                                |
| 1984 | 41-ша  | • Річард Фарнсуорт — «Нальотчик» за роль Білла Майнера               |                                                                |                                                                |
| 1985 | 42-га  |                                                                      | • Фарід Мюррей Абрахам — «Амадей» за роль Антоніо Сальєрі      | • Фарід Мюррей Абрахам — «Амадей» за роль Антоніо Сальєрі      |
| 1985 | 42-га  | • Джефф Бріджес — «Людина з зірки» за роль Людини з зірки            |                                                                |                                                                |
| 1985 | 42-га  | • Том Галс — «Амадей» за роль Вольфганга Амадея Моцарта              |                                                                |                                                                |
| 1985 | 42-га  | • Альберт Фінні — «Біля підніжжя вулкану» за роль Джеффрі Фермена    |                                                                |                                                                |
| 1985 | 42-га  | • Сем Вотерстон — «Поля смерті» за роль Сідні Шенберга               |                                                                |                                                                |
| 1986 | 43-тя  |                                                                      | • Джон Войт — «Потяг-утікач» за роль Оскара Манхейма           | • Джон Войт — «Потяг-утікач» за роль Оскара Манхейма           |
| 1986 | 43-тя  | • Вільям Герт — «Поцілунок жінки-павука» за роль Луїса Моліни        |                                                                |                                                                |
| 1986 | 43-тя  | • Гаррісон Форд — «Свідок» за роль Джона Бука                        |                                                                |                                                                |
| 1986 | 43-тя  | • Рауль Хулія — «Поцілунок жінки-павука» за роль Валентина Аррегві   |                                                                |                                                                |
| 1986 | 43-тя  | • Джин Гекмен — «Двічі у житті» за роль Гаррі Маккензі               |                                                                |                                                                |
| 1987 | 44-та  |                                                                      | • Боб Госкінс — «Мона Ліза» за роль Джорджа                    | • Боб Госкінс — «Мона Ліза» за роль Джорджа                    |
| 1987 | 44-та  | • Гаррісон Форд — «Берег москітів» за роль Еллі Фокса                |                                                                |                                                                |
| 1987 | 44-та  | • Декстер Гордон — «Близько півночі» за роль Дейла Тернера           |                                                                |                                                                |
| 1987 | 44-та  | • Вільям Герт — «Діти меншого бога» за роль Джеймса Лідса            |                                                                |                                                                |
| 1987 | 44-та  | • Джеремі Айронс — «Місія» за роль панотця Гебріела                  |                                                                |                                                                |
| 1987 | 44-та  | • Пол Ньюман — «Колір грошей» за роль Едді Фелсона                   |                                                                |                                                                |
| 1988 | 45-та  |                                                                      | • Майкл Дуглас — «Волл-стріт» за роль Гордона Гекко            | • Майкл Дуглас — «Волл-стріт» за роль Гордона Гекко            |
| 1988 | 45-та  | • Нік Нолті — «Бур'яни» за роль Лі Амстеттера                        |                                                                |                                                                |
| 1988 | 45-та  | • Дензел Вашингтон — «Поклик свободи» за роль Стівена Біко           |                                                                |                                                                |
| 1988 | 45-та  | • Джек Ніколсон — «Будяк» за роль Френсіса Філана                    |                                                                |                                                                |
| 1988 | 45-та  | • Джон Лоун — «Останній імператор» за роль Пу І                      |                                                                |                                                                |
| 1989 | 46-та  |                                                                      | • Дастін Гоффман — «Людина дощу» за роль Реймонда Беббіта      | • Дастін Гоффман — «Людина дощу» за роль Реймонда Беббіта      |
| 1989 | 46-та  | • Джин Гекмен — «Міссісіпі у вогні» за роль Руперта Андерсона        |                                                                |                                                                |
| 1989 | 46-та  | • Том Галс — «Домінік і Юджин» за роль Домініка Лучано               |                                                                |                                                                |
| 1989 | 46-та  | • Едвард Джеймс Олмос — «Вистояти і зробити» за роль Хайме Ескаланте |                                                                |                                                                |
| 1989 | 46-та  | • Форест Вітакер — «Птах» за роль Чарлі Паркера                      |                                                                |                                                                |

## 1990—1999
| Рік  | Премія | Світлини переможців                                                             | Переможці та номінанти                                          |                                                                |
| ---- | ------ | ------------------------------------------------------------------------------- | --------------------------------------------------------------- | -------------------------------------------------------------- |
| 1990 | 47-ма  |                                                                                 | • Том Круз — «Народжений четвертого липня» за роль Рона Ковіка  | • Том Круз — «Народжений четвертого липня» за роль Рона Ковіка |
| 1990 | 47-ма  | • Деніел Дей-Льюїс — «Моя ліва нога» за роль Кристі Брауна                      |                                                                 |                                                                |
| 1990 | 47-ма  | • Джек Леммон — «Батько» за роль Джейка Тремонта                                |                                                                 |                                                                |
| 1990 | 47-ма  | • Аль Пачіно — «Море кохання» за роль Френка Келлера                            |                                                                 |                                                                |
| 1990 | 47-ма  | • Робін Вільямс — «Спілка мертвих поетів» за роль Джона Кітінга                 |                                                                 |                                                                |
| 1991 | 48-ма  |                                                                                 | • Джеремі Айронс — «Виворіт долі» за роль Клауса фон Бюлоу      |                                                                |
| 1991 | 48-ма  | • Кевін Костнер — «Той, що танцює з вовками» за роль Джона Данбара              |                                                                 |                                                                |
| 1991 | 48-ма  | • Річард Гарріс — «Поле» за роль Булла Маккейба                                 |                                                                 |                                                                |
| 1991 | 48-ма  | • Робін Вільямс — «Пробудження» за роль доктора Малкольма Сейєра                |                                                                 |                                                                |
| 1991 | 48-ма  | • Аль Пачіно — «Хрещений батько 3» за роль Майкла Корлеоне                      |                                                                 |                                                                |
| 1992 | 49-та  |                                                                                 | • Нік Нолті — «Володар припливів» за роль Тома Вінго            |                                                                |
| 1992 | 49-та  | • Воррен Бітті — «Баґсі» за роль Баґси Сигела                                   |                                                                 |                                                                |
| 1992 | 49-та  | • Кевін Костнер — «Джон Ф. Кеннеді. Постріли в Далласі» за роль Джима Гаррісона |                                                                 |                                                                |
| 1992 | 49-та  | • Ентоні Гопкінс — «Мовчання ягнят» за роль Ганнібала Лектера                   |                                                                 |                                                                |
| 1992 | 49-та  | • Роберт Де Ніро — «Мис Страху» за роль Макса Кейді                             |                                                                 |                                                                |
| 1993 | 50-та  |                                                                                 | • Аль Пачіно — «Запах жінки» за роль Френка Слейда              |                                                                |
| 1993 | 50-та  | • Том Круз — «Декілька хороших хлопців» за роль Деніела Каффі                   |                                                                 |                                                                |
| 1993 | 50-та  | • Джек Ніколсон — «Гоффа» за роль Джиммі Гоффи                                  |                                                                 |                                                                |
| 1993 | 50-та  | • Дензел Вашингтон — «Малколм Ікс» за роль Малкольма Ікса                       |                                                                 |                                                                |
| 1993 | 50-та  | • Роберт Дауні-молодший — «Чаплін» за роль Чарлі Чапліна                        |                                                                 |                                                                |
| 1994 | 51-ша  |                                                                                 | • Том Генкс — «Філадельфія» за роль Ендрю Беккетта              |                                                                |
| 1994 | 51-ша  | • Деніел Дей-Льюїс — «В ім'я батька» за роль Джерря Конлона                     |                                                                 |                                                                |
| 1994 | 51-ша  | • Ентоні Гопкінс — «Наприкінці дня» за роль Джеймса Стівенса                    |                                                                 |                                                                |
| 1994 | 51-ша  | • Ліам Нісон — «Список Шиндлера» за роль Оскара Шиндлера                        |                                                                 |                                                                |
| 1994 | 51-ша  | • Гаррісон Форд — «Втікач» за роль Річарда Кімбла                               |                                                                 |                                                                |
| 1995 | 52-га  | • Том Генкс — «Форрест Гамп» за роль Форреста Гампа                             |                                                                 |                                                                |
| 1995 | 52-га  | • Морган Фрімен — «Втеча з Шоушенка» за роль Елліса Бойда «Реда» Реддінга       |                                                                 |                                                                |
| 1995 | 52-га  | • Пол Ньюман — «Без дурнів» за роль Дональда Саллівана                          |                                                                 |                                                                |
| 1995 | 52-га  | • Джон Траволта — «Кримінальне чтиво» за роль Вінсента Веґі                     |                                                                 |                                                                |
| 1995 | 52-га  | • Бред Пітт — «Легенди осені» за роль Трістана Ладлоу                           |                                                                 |                                                                |
| 1996 | 53-тя  |                                                                                 | • Ніколас Кейдж — «Покидаючи Лас-Вегас» за роль Бена Сандерсона |                                                                |
| 1996 | 53-тя  | • Шон Пенн — «Мрець іде» за роль Метью Понслета                                 |                                                                 |                                                                |
| 1996 | 53-тя  | • Річард Дрейфус — «Опус містера Голланда» за роль Гленна Голланда              |                                                                 |                                                                |
| 1996 | 53-тя  | • Ентоні Гопкінс — «Ніксон» за роль Річарда Ніксона                             |                                                                 |                                                                |
| 1996 | 53-тя  | • Єн Маккеллен — «Річард III» за роль короля Річарда III Англійського           |                                                                 |                                                                |
| 1997 | 54-та  |                                                                                 | • Джеффрі Раш — «Блиск» за роль Девіда Хельфготта               |                                                                |
| 1997 | 54-та  | • Вуді Гаррельсон — «Народ проти Ларрі Флінта» за роль Ларрі Флінта             |                                                                 |                                                                |
| 1997 | 54-та  | • Рейф Файнс — «Англійський пацієнт» за роль Ласло де Алмаші                    |                                                                 |                                                                |
| 1997 | 54-та  | • Мел Гібсон — «Викуп» за роль Тома Маллена                                     |                                                                 |                                                                |
| 1997 | 54-та  | • Ліам Нісон — «Майкл Коллінз» за роль Майкла Коллінза                          |                                                                 |                                                                |
| 1998 | 55-та  |                                                                                 | • Пітер Фонда — «Золото Улі» за роль Улі Джексона               |                                                                |
| 1998 | 55-та  | • Метт Деймон — «Розумник Вілл Гантінг» за роль Вілла Гантінга                  |                                                                 |                                                                |
| 1998 | 55-та  | • Деніел Дей-Льюїс — «Боксер» за роль Денні Флінна                              |                                                                 |                                                                |
| 1998 | 55-та  | • Джимон Хонсу — «Амістад» за роль Джозефа Сінке                                |                                                                 |                                                                |
| 1998 | 55-та  | • Леонардо Ді Капріо — «Титанік» за роль Джека Доусона                          |                                                                 |                                                                |
| 1999 | 56-та  |                                                                                 | • Джим Керрі — «Шоу Трумана» за роль Трумана Бербенка           |                                                                |
| 1999 | 56-та  | • Стівен Фрай — «Уайльд» за роль Оскара Уайльда                                 |                                                                 |                                                                |
| 1999 | 56-та  | • Єн Маккеллен — «Боги та монстри» за роль Джеймса Вейла                        |                                                                 |                                                                |
| 1999 | 56-та  | • Нік Нолті — «Скорбота» за роль Вейда Вайтхауса                                |                                                                 |                                                                |
| 1999 | 56-та  | • Том Генкс — «Врятувати рядового Раяна» за роль Джона Міллера                  |                                                                 |                                                                |

## 2000—2009
| Рік  | Премія | Світлини переможців                                                             | Переможці та номінанти                                           |
| ---- | ------ | ------------------------------------------------------------------------------- | ---------------------------------------------------------------- |
| 2000 | 57-ма  |                                                                                 | • Дензел Вашингтон — «Ураган» за роль Рубіа Картера              |
| 2000 | 57-ма  | • Кевін Спейсі — «Краса по-американськи» за роль Лестера Бернема                |                                                                  |
| 2000 | 57-ма  | • Рассел Кроу — «Своя людина» за роль Джеффрі Вайганда                          |                                                                  |
| 2000 | 57-ма  | • Метт Деймон — «Талановитий містер Ріплі» за роль Тома Ріплі                   |                                                                  |
| 2000 | 57-ма  | • Річард Фарнсворт — «Проста історія» за роль Елвіна Стрейта                    |                                                                  |
| 2001 | 58-ма  |                                                                                 | • Том Генкс — «Вигнанець» за роль Чака Ноланда                   |
| 2001 | 58-ма  | • Хав'єр Бардем — «Поки не настане ніч» за роль Рейнальдо Аренаса               |                                                                  |
| 2001 | 58-ма  | • Рассел Кроу — «Гладіатор» за роль Максимуса Мерідіуса                         |                                                                  |
| 2001 | 58-ма  | • Джеффрі Раш — «Перо маркіза де Сада» за роль маркіза де Сада                  |                                                                  |
| 2001 | 58-ма  | • Майкл Дуглас — «Вундеркінди» за роль професора Греді Тріппа                   |                                                                  |
| 2002 | 59-та  |                                                                                 | • Рассел Кроу — «Ігри розуму» за роль Джона Неша                 |
| 2002 | 59-та  | • Вілл Сміт — «Алі» за роль Мухаммеда Алі                                       |                                                                  |
| 2002 | 59-та  | • Дензел Вашингтон — «Тренувальний день» за роль Аллонзо Гарріса                |                                                                  |
| 2002 | 59-та  | • Кевін Спейсі — «Корабельні новини» за роль Койла                              |                                                                  |
| 2002 | 59-та  | • Біллі Боб Торнтон — «Людина, якої не було» за роль Еда Крейна                 |                                                                  |
| 2003 | 60-та  |                                                                                 | • Джек Ніколсон — «Про Шмідта» за роль Воррена Шмідта            |
| 2003 | 60-та  | • Едрієн Броді — «Піаніст» за роль Владислава Шпільмана                         |                                                                  |
| 2003 | 60-та  | • Майкл Кейн — «Тихий американець» за роль Томаса Фаулера                       |                                                                  |
| 2003 | 60-та  | • Деніел Дей-Льюїс — «Банди Нью-Йорка» за роль Білла Каттінга                   |                                                                  |
| 2003 | 60-та  | • Леонардо Ді Капріо — «Спіймай мене, якщо зможеш» за роль Френка Ебігнейла     |                                                                  |
| 2004 | 61-ша  |                                                                                 | • Шон Пенн — «Таємнича річка» за роль Джиммі Маркума             |
| 2004 | 61-ша  | • Рассел Кроу — «Володар морів» за роль капітана Джека Обрі                     |                                                                  |
| 2004 | 61-ша  | • Том Круз — «Останній самурай» за роль Нейтана Олгрена                         |                                                                  |
| 2004 | 61-ша  | • Бен Кінгслі — «Будинок з піску і туману» за роль Массуда Аміра Берані         |                                                                  |
| 2004 | 61-ша  | • Джуд Лоу — «Холодна гора» за роль Інмана                                      |                                                                  |
| 2005 | 62-га  |                                                                                 | • Леонардо Ді Капріо — «Авіатор» за роль Говарда Г'юза           |
| 2005 | 62-га  | • Хав'єр Бардем — «Море всередині» за роль Рамона Сампедро                      |                                                                  |
| 2005 | 62-га  | • Дон Чідл — «Готель «Руанда» за роль Пола Русесабаджіни                        |                                                                  |
| 2005 | 62-га  | • Джонні Депп — «Чарівна країна» за роль Джеймса Баррі                          |                                                                  |
| 2005 | 62-га  | • Ліам Нісон — «Кінсі» за роль Альфреда Кінсі                                   |                                                                  |
| 2006 | 63-тя  |                                                                                 | • Філіп Сеймур Гоффман — «Капоте» за роль Трумена Капоте         |
| 2006 | 63-тя  | • Рассел Кроу — «Нокдаун» за роль Джеймса Бреддока                              |                                                                  |
| 2006 | 63-тя  | • Терренс Говард — «Метушня і рух» за роль Діджея                               |                                                                  |
| 2006 | 63-тя  | • Гіт Леджер — «Горбата гора» за роль Енніса Дельмара                           |                                                                  |
| 2006 | 63-тя  | • Девід Стретейрн — «Добраніч, та нехай щастить» за роль Едварда Марроу         |                                                                  |
| 2007 | 64-та  |                                                                                 | • Форест Вітакер — «Останній король Шотландії» за роль Іді Аміна |
| 2007 | 64-та  | • Леонардо Ді Капріо — «Відступники» за роль Біллі Костігана                    |                                                                  |
| 2007 | 64-та  | • Леонардо Ді Капріо — «Кривавий алмаз» за роль Денні Арчера                    |                                                                  |
| 2007 | 64-та  | • Пітер О'Тул — «Венера» за роль Моріса                                         |                                                                  |
| 2007 | 64-та  | • Вілл Сміт — «У гонитві за щастям» за роль Кріса Гарднера                      |                                                                  |
| 2008 | 65-та  |                                                                                 | • Деніел Дей-Льюїс — «Нафта» за роль Деніела Плейнв'ю            |
| 2008 | 65-та  | • Джеймс Макевой — «Спокута» за роль Роббі Тернера                              |                                                                  |
| 2008 | 65-та  | • Джордж Клуні — «Майкл Клейтон» за роль Майкла Клейтона                        |                                                                  |
| 2008 | 65-та  | • Вігго Мортенсен — «Східні обіцянки» за роль Ніколая Лужина                    |                                                                  |
| 2008 | 65-та  | • Дензел Вашингтон — «Гангстер» за роль Френка Лукаса                           |                                                                  |
| 2009 | 66-та  |                                                                                 | • Міккі Рурк — «Реслер» за роль Ренді Робінсона                  |
| 2009 | 66-та  | • Леонардо Ді Капріо — «Життя спочатку» за роль Френка Віллера                  |                                                                  |
| 2009 | 66-та  | • Френк Ланджелла — «Фрост проти Ніксона» за роль Річарда Ніксона               |                                                                  |
| 2009 | 66-та  | • Шон Пенн — «Гарві Мілк» за роль Гарві Мілка                                   |                                                                  |
| 2009 | 66-та  | • Бред Пітт — «Загадкова історія Бенджаміна Баттона» за роль Бенджаміна Баттона |                                                                  |

## 2010—2019
| Рік  | Премія | Світлини переможців                                                       | Переможці та номінанти                                               |
| ---- | ------ | ------------------------------------------------------------------------- | -------------------------------------------------------------------- |
| 2010 | 67-ма  |                                                                           | • Джефф Бріджес — «Божевільне серце» за роль Отіса Блейка            |
| 2010 | 67-ма  | • Джордж Клуні — «Вище неба» за роль Райна Бінгема                        |                                                                      |
| 2010 | 67-ма  | • Колін Ферт — «Самотній чоловік» за роль Джорджа Фальконера              |                                                                      |
| 2010 | 67-ма  | • Морган Фрімен — «Нескорений» за роль Нельсона Мандели                   |                                                                      |
| 2010 | 67-ма  | • Тобі Магуайр — «Брати» за роль Сема Кехілла                             |                                                                      |
| 2011 | 68-ма  |                                                                           | • Колін Ферт — «Король говорить!» за роль короля Георга VI           |
| 2011 | 68-ма  | • Джессі Айзенберг — «Соціальна мережа» за роль Марка Цукерберга          |                                                                      |
| 2011 | 68-ма  | • Раян Гослінг — «Блакитний Валентин» за роль Діна                        |                                                                      |
| 2011 | 68-ма  | • Марк Волберг — «Боєць» за роль Міккі Ворда                              |                                                                      |
| 2011 | 68-ма  | • Джеймс Франко — «127 годин» за роль Арона Ралстона                      |                                                                      |
| 2012 | 69-та  |                                                                           | • Джордж Клуні — «Нащадки» за роль Метта Кінга                       |
| 2012 | 69-та  | • Раян Гослінг — «Березневі іди» за роль Стівена Маєрса                   |                                                                      |
| 2012 | 69-та  | • Леонардо Ді Капріо — «Дж. Едгар» за роль Джона Едгара Гувера            |                                                                      |
| 2012 | 69-та  | • Бред Пітт — «Людина, яка змінила все» за роль Біллі Біна                |                                                                      |
| 2012 | 69-та  | • Майкл Фассбендер — «Сором» за роль Брендона Саллівана                   |                                                                      |
| 2013 | 70-та  |                                                                           | • Деніел Дей-Льюїс — «Лінкольн» за роль Авраама Лінкольна            |
| 2013 | 70-та  | • Річард Гір — «Порочна пристрасть» за роль Роберта Міллера               |                                                                      |
| 2013 | 70-та  | • Джон Гоукс — «Сурогат» за роль Марка О'Браєна                           |                                                                      |
| 2013 | 70-та  | • Хоакін Фенікс — «Майстер» за роль Фредді Куелла                         |                                                                      |
| 2013 | 70-та  | • Дензел Вашингтон — «Рейс» за роль капітана Вільяма Вітакера             |                                                                      |
| 2014 | 71-ша  |                                                                           | • Меттью Макконехі — «Далласький клуб покупців» за роль Рона Вудруфа |
| 2014 | 71-ша  | • Чіветел Еджіофор — «12 років рабства» за роль Соломона Нортапа          |                                                                      |
| 2014 | 71-ша  | • Ідріс Ельба — «Довгий шлях до свободи» за роль Нельсона Манделы         |                                                                      |
| 2014 | 71-ша  | • Том Генкс — «Капітан Філліпс» за роль капітана Річарда Філліпса         |                                                                      |
| 2014 | 71-ша  | • Роберт Редфорд — «Не згасне надія» за роль Нашої Людини                 |                                                                      |
| 2015 | 72-га  |                                                                           | • Едді Редмейн — «Теорія всього» за роль Стівена Гокінга             |
| 2015 | 72-га  | • Стів Керелл — «Мисливець на лисиць» за роль Джона Дюпона                |                                                                      |
| 2015 | 72-га  | • Бенедикт Камбербетч — «Гра в імітацію» за роль Алана Тьюрінга           |                                                                      |
| 2015 | 72-га  | • Джейк Джилленгол — «Стрінгер» за роль Луї Блума                         |                                                                      |
| 2015 | 72-га  | • Девід Оєлово — «Сельма» за роль Мартіна Лютера Кінга                    |                                                                      |
| 2016 | 73-тя  |                                                                           | • Леонардо Ді Капріо — «Легенда Г'ю Гласса» за роль Г'ю Гласса       |
| 2016 | 73-тя  | • Браян Кренстон — «Трамбо» за роль Далтона Трамбо                        |                                                                      |
| 2016 | 73-тя  | • Майкл Фассбендер — «Стів Джобс» за роль Стіва Джобса                    |                                                                      |
| 2016 | 73-тя  | • Едді Редмейн — «Дівчина з Данії» за роль Ейнара Вегенера / Лілі Ельбе   |                                                                      |
| 2016 | 73-тя  | • Вілл Сміт — «Оборонець» за роль доктора Беннета Омалу                   |                                                                      |
| 2017 | 74-та  |                                                                           | • Кейсі Аффлек — «Манчестер біля моря» за роль Лі Чандлера           |
| 2017 | 74-та  | • Дензел Вашингтон — «Паркани» за роль Троя Максона                       |                                                                      |
| 2017 | 74-та  | • Ендрю Гарфілд — «З міркувань совісті» за роль Дезмонда Досса            |                                                                      |
| 2017 | 74-та  | • Вігго Мортенсен — «Капітан Фантастік» за роль Бена Кеша                 |                                                                      |
| 2017 | 74-та  | • Джоел Едгертон — «Лавінг» за роль Річарда Лавінга                       |                                                                      |
| 2018 | 75-та  |                                                                           | • Гері Олдмен — «Темні часи» за роль Вінстона Черчилля               |
| 2018 | 75-та  | • Дензел Вашингтон — «Роман Ізраел» за роль Романа Дж. Ізраеля            |                                                                      |
| 2018 | 75-та  | • Том Генкс — «Секретне досьє» за роль Бена Бредлі                        |                                                                      |
| 2018 | 75-та  | • Деніел Дей-Льюїс — «Примарна нитка» за роль Рейнольдса Вудкока          |                                                                      |
| 2018 | 75-та  | • Тімоті Шаламе — «Назви мене своїм ім'ям» за роль Еліо Перлмана          |                                                                      |
| 2019 | 76-та  |                                                                           | • Рамі Малек — «Богемна рапсодія» за роль Фредді Мерк'юрі            |
| 2019 | 76-та  | • Джон Девід Вашингтон — «Чорний куклукскланівець» за роль Рона Сталворта |                                                                      |
| 2019 | 76-та  | • Віллем Дефо — «Ван Гог. На порозі вічності» за роль Вінсента ван Гога   |                                                                      |
| 2019 | 76-та  | • Бредлі Купер — «Народження зірки» за роль Джексона Мейна                |                                                                      |
| 2019 | 76-та  | • Лукас Геджес — «Зниклий хлопчик» за роль Джареда Емонса                 |                                                                      |

## 2020—2029
| Рік  | Премія | Світлини переможців                                                       | Переможці та номінанти                                       |
| ---- | ------ | ------------------------------------------------------------------------- | ------------------------------------------------------------ |
| 2020 | 77-ма  |                                                                           | • Хоакін Фенікс — «Джокер» за роль Артура Флека              |
| 2020 | 77-ма  | • Антоніо Бандерас — «Біль та слава» за роль Сальвадора Малло             |                                                              |
| 2020 | 77-ма  | • Адам Драйвер — «Шлюбна історія» за роль Чарлі Барбера                   |                                                              |
| 2020 | 77-ма  | • Крістіан Бейл — «Аутсайдери» за роль Кена Майлза                        |                                                              |
| 2020 | 77-ма  | • Джонатан Прайс — «Два Папи» за роль кардинала Хорхе Маріо Бергольйо     |                                                              |
| 2021 | 78-ма  |                                                                           | • Чедвік Боузман — «Ма Рейні: мати блюзу» за роль Леві Грін  |
| 2021 | 78-ма  | • Різ Ахмед — «Звук металу» за роль Рубена Стоуна                         |                                                              |
| 2021 | 78-ма  | • Ентоні Хопкінс — «Батько» за роль Ентоні                                |                                                              |
| 2021 | 78-ма  | • Ґері Олдмен — «Манк» за роль Германа Дж. Манкевича                      |                                                              |
| 2021 | 78-ма  | • Тахар Рахім — «Мавританець» за роль Мохамеда Улда Салахі                |                                                              |
| 2022 | 79-та  |                                                                           | • Вілл Сміт — «Король Річард» за роль Річарда Вільямса       |
| 2022 | 79-та  | • Магершала Алі — «Лебедина пісня» за роль Камерона Тернера               |                                                              |
| 2022 | 79-та  | • Хав'єр Бардем — «Бути Рікардо» за роль Десі Арнаса                      |                                                              |
| 2022 | 79-та  | • Бенедикт Камбербетч — «У руках пса» за роль Філа Бербанка               |                                                              |
| 2022 | 79-та  | • Дензел Вашингтон — «Макбет» за роль лорда Макбета                       |                                                              |
| 2023 | 80-та  |                                                                           | • Остін Батлер — «Елвіс» за роль Елвіса Преслі               |
| 2023 | 80-та  | • Брендан Фрейзер — «Кит» за роль Чарлі                                   |                                                              |
| 2023 | 80-та  | • Г'ю Джекман — «Син» за роль Пітера                                      |                                                              |
| 2023 | 80-та  | • Білл Наї — «Жити» за роль містера Вільямса                              |                                                              |
| 2023 | 80-та  | • Джеремі Поуп — «Інспекція» за роль Елліса Френча                        |                                                              |
| 2024 | 81-ша  |                                                                           | • Кілліан Мерфі — «Оппенгеймер» за роль Роберта Оппенгеймера |
| 2024 | 81-ша  | • Бредлі Купер — «Маестро» за роль Леонарда Бернстайна                    |                                                              |
| 2024 | 81-ша  | • Леонардо Ді Капріо — «Вбивці квіткової повні» за роль Ернеста Буркхарта |                                                              |
| 2024 | 81-ша  | • Колман Домінго — «Растін» за роль Байарда Растіна                       |                                                              |
| 2024 | 81-ша  | • Баррі Кеоган — «Солтберн» за роль Олівера Квіка                         |                                                              |
| 2024 | 81-ша  | • Ендрю Скотт — «Всі ми незнайомці» за роль Адам                          |                                                              |
| 2025 | 82-га  |                                                                           | • Едрієн Броуді — «Бруталіст» за роль Ласло Тота             |
| 2025 | 82-га  | • Тімоті Шаламе — «Боб Ділан: Цілковитий незнайомець» за роль Боба Ділана |                                                              |
| 2025 | 82-га  | • Денієл Крейґ — «Квір» за роль Вільяма Лі                                |                                                              |
| 2025 | 82-га  | • Колман Домінго — «Sing Sing» за роль Джона Вітфілда                     |                                                              |
| 2025 | 82-га  | • Рейф Файнз — «Конклав» за роль кардинала Лоуренса                       |                                                              |
| 2025 | 82-га  | • Себастіан Стен — «Учень. Історія Трампа» за роль Дональда Трампа        |                                                              |